# باران سیاه (فیلم ژاپنی)
باران سیاه (انگلیسی: Black Rain) فیلمی در ژانر درام به کارگردانی شوهئی ایمامورا است که در سال ۱۹۸۹ منتشر شد. از بازیگران آن می‌توان به یوشیکو تاناکا اشاره کرد.